# Milan (Nueva York)
Milan es un municipio del condado de Dutchess, estado de Nueva York, Estados Unidos. Tiene una población estimada, a mediados de 2023, de 2279 habitantes.

## Geografía
Está ubicado en las coordenadas 41°58′41″N 73°46′59″O / 41.97806, -73.78306. Según la Oficina del Censo, tiene una superficie total de 94.77 km², de los cuales 93.56 km² corresponden a tierra firme y 1.21 km² están cubiertos de agua.

## Demografía
Según la estimación 2018-2022 de la Oficina del Censo, los ingresos medios de los hogares son de $84,850 y los ingresos medios de las familias son de $108,500. Alrededor del 12.4% de la población está por debajo de la línea de pobreza.

## Historia
El área que comprende el municipio hoy es la parte occidental de un territorio que originalmente era propiedad de Little Nine Partners Patent. Fue fundado como municipio en 1818 a partir de tierras del municipio de North East.
La calle principal de la comunidad se desarrolló desde el río Hudson a Salisbury (Connecticut) y los viajeros se referían al camino como the turnpike (la autopista). Más tarde fue se hizo conocido como "la autopista de Salisbury" y secciones de la carretera existen aún hoy y mantienen ese nombre.
La población alcanzó su punto máximo a principios de 1840, cuando llegó a los 1745 habitantes, y fue en declive hasta 1930, cuando solo había 622 residentes. Dicho declive fue causado por la apertura del canal Erie, el desarrollo del ferrocarril, el movimiento de la población a las ciudades ribereñas y la emigración hacia el oeste. Además, el suelo de la zona era montañoso y rocoso y difícil de cultivar.
Después de la Gran Depresión la población comenzó a crecer nuevamente, debido en parte a la construcción de la Autopista Taconic, que terminaba en Milan en ese momento, y luego por el boom que se produjo después de la Segunda Guerra Mundial.
El nivel de población de 1840 se alcanzó de nuevo en 1980, unos 140 años más tarde. Desde la década de 1980 al comienzo del nuevo siglo, fue uno de los municipios con más rápido crecimiento del condado, aunque sigue siendo el menos poblado.